# Naval Striking and Support Forces NATO
Naval Striking and Support Forces NATO (STRIKFORNATO abk. für Strike Force NATO) ist ein Kampf- und Unterstützungsverband für maritime Operationen, der dem Supreme Headquarters Allied Powers Europe der NATO unterstellt ist. Hauptsächlicher Bestandteil ist die 6. US-Flotte. Der Kommandeur dieses Verbands ist auch gleichzeitig der Leiter der STRIKFORNATO.

## Geschichte

### Naval Striking and Support Forces Southern Europe
Am 15. März 1953 wurde die Naval Striking and Support Forces Southern Europe (STRIKFORSOUTH) gegründet, um den Mittelmeerraum und das Schwarze Meer zu schützen. Es etablierte sich, dass der Kommandeur der 6. US-Flotte, gleichzeitig der Leiter der NATO Einheit wurde, da die meisten Soldaten aus den USA kamen. Mit der Zeit kamen Militärangehörige aus Frankreich, Italien, Griechenland und der Türkei dazu, um die Partnerschaft im Mittelmeer zu festigen. Im Kriegsfall hätte die STRIKFORSOUTH als erster Verband die Gegenoffensive geplant und geführt. So unterstützte die Einheit die NATO Partner im Kosovo, stellten Personal ab, errichteten Führungsstellen und leiteten die Trägerstreitkräfte bei der Operation Allied Force. Ende des 20. Jahrhunderts wurde der Verband in die NATO-Truppenstruktur eingefügt, um den Einsatzbereich zu vergrößern.

### Naval Striking and Support Forces NATO
Nachdem die USA den Marineverband als eigenen Truppenteil anerkannte, wurde am 1. Juli 2004 STRIKFORSOUTH in Naval Striking and Support Forces NATO (STRIKFORNATO) umgetauft. Nun umfasste das Einsatzgebiet nicht mehr das Mittelmeer, sondern das gesamte NATO Gebiet. Gegen August 2004 übernahm der SACEUR die Kontrolle vom JFC Naples über die STRIKFORNATO. Der Verband unterstützte auf Führungsebene die ISAF in Afghanistan und den Einsatz der NATO in Libyen. 2012 wurde das Hauptquartier von Neapel, Italien, nach Oeiras, Portugal, verlegt.

## Auftrag
STRIKFORNATO bietet auf Abruf Führungszentralen an. Laut der NATO bestehen die drei Hauptaufgaben in:
- NATO Expanded Task Force (Erweiterte NATO-Task Force): Der SACEUR kann eine Gegenoffensive von der STRIKFORNATO durchführen lassen
- Joint Headquarters (Gemeinsames Hauptquartier): Zusammenarbeit verschiedener Elemente erleichtern
- Maritime Ballistic Missile Defence (Maritime ballistische Raketenabwehr): Der Verband bietet Raketen- und Luftabwehrsysteme mit Zusammenarbeit des Allied Air Command's

## Organisation
Dreizehn Mitgliedsstaaten stellen, je nach Friedens- oder Kriegsfall, Personal für die STRIKFORNATO. Der Verband ist keine ständige Streitkraft, vielmehr teilt der NATO Stab Truppen aus den verschiedenen Ländern ein, wobei der größte Teil von der 6. US-Flotte stammt.

## Stab
- Konteradmiral Eduardo Guitián Crespo - Stellvertretender Chef des Stabes für Operationen seit 1. August 2024[6]